# Вюртемберзька земельна бібліотека
Вюртембе́рзька земельна бібліотека (нім. Württembergische Landesbibliothek) — універсальна наукова бібліотека, розташована в столиці федеральної землі Баден-Вюртемберг Штутгарті. Одна з найбільших і найбагатших бібліотек Німеччини. Фонди становлять 5,5 млн одиниць зберігання. Заснована 11 лютого 1765 року.

## Історія
Бібліотеку було засновано герцогом Карлом Євгеном Вюртемберзьким у день його 37-ліття 11 лютого 1765 року. Новозаснований заклад назвали «Герцогська публічна бібліотека». Бібліотека розташувалася спершу у так званому Бекському домі (Beck'sche Haus) у тодішній вюртемберзькій столиці місті Людвігсбурзі. Особливістю бібліотеки було те, що її заснували як публічну. Сам герцог працював головним бібліотекарем.
1777 року бібліотека переїхала до Штутгарта, який з 1775 року знову став вюртемберзьким резиденційним містом. Бібліотека розмістилася в дерев'яному особняку XV століття, що знаходився біля ринкової площі.
Карл Євген мав намір створити одну з найкращих бібліотек Німеччини. Основою колекції стала бібліотека, яку почав збирати герцог Ебергард Людвіг і яка мала близько 10 000 томів. Право обов'язкового примірника, що існувало у Вюртемберзі з 1710 року, перейшло з бібліотеки міської ради на нову публічну бібліотеку. Герцог передав до фондів бібліотеки також власну колекцію антикваріату та кабінет медалей. Герцог особисто займався розширенням фондів, постійно їздив у подорожі у справах бібліотеки й витрачав на нові книжки величезні суми. Так герцог Карл Євген придбав дві великі колекції біблій: одну, що належала копенгагенському священику Йосіасу Лорку, та іншу, що була власністю нюрнберзького архидиякона Георга Вольфганга Панцера. Після переїзду бібліотеки до Штутгарта до фондів додалися зібрання різних відомчих бібліотек.
Наприкінці свого життя Карл Євген довів кількість томів своєї бібліотеки до 100 000. Наступник герцога не надто переймався книжками, просте фонди бібліотеки все-одно помітно зросли внаслідок секуляризації 1803 року та приєднання до бібліотеки фондів монастирських бібліотек. Проте найцінніші книги вюртемберзький король Фрідріх I забрав до новоствореної Королівської підручної бібліотеки, яка влилася до публічної бібліотеки лише 1886 року.
Під час Другої світової війни у ніч з 12 на 13 вересня 1944 року під час авіанальоту бібліотека була серйозно пошкоджена. Пожежа, що виникла внаслідок попадання бомб, знищила майже половину всіх фондів — 400 000 томів. На щастя, найцінніші книги було евакуйовано і вони збереглися.
У післявоєнний період вдалося частково відновити фонди за рахунок щедрих пожертв штутгартських видавництв.
До 250-річчя бібліотеки у 2015 році планується спорудження додаткового бібліотечного приміщення.

## Фонди
Загалом більше 5,5 одиниць зберігання, зокрема (Стан: 12 березня 2010):
| - 3 658 225 книг - 15 407 рукописів - 7 084 інкунабул - 180 330 автографів - 439 294 мікроформ - 148 627 мап і планів міст - > 34 000 старих поштівок з видами | - 159 060 агітаційно-політичних листівок - 572 133 фотографій - 123 769 листів польової пошти - 68 469 партитур - 39 124 аудіо-візуальних матеріалів - 19 303 біблії (більше 500 мовами світу) |

## Спеціальні колекції

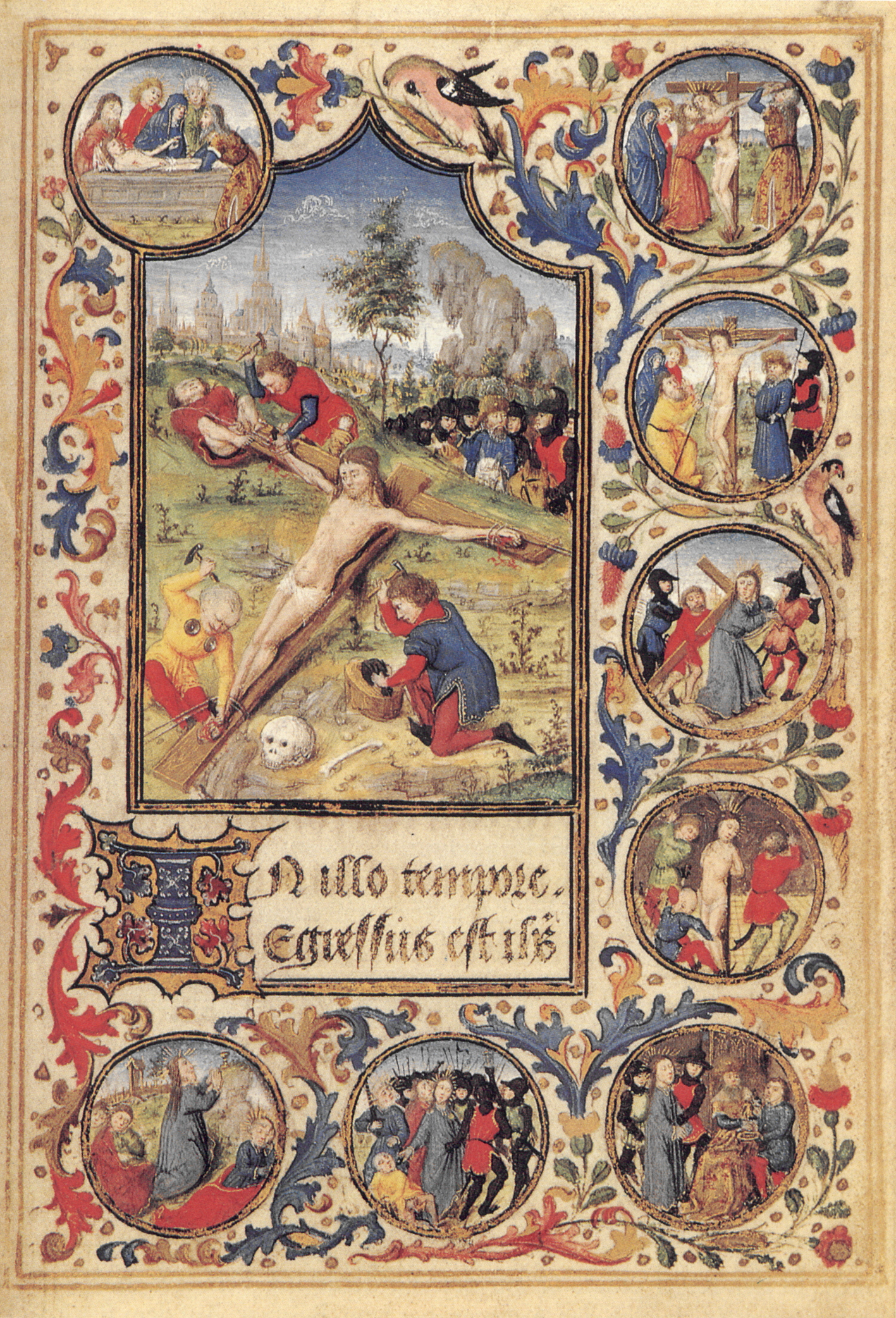
Сторінка з книги Sachsenheimgebetbuch, бл. 1460, Cod. brev. 162

- Колекція з 15 000 старовинних рукописів.
- Стародруки й цінні видання, зокрема 7 000 інкунабул, палітурна колекція.
- Бібліотека новітньої історії з фондами більше 360 000 томів з 1914 року.
- Колекція Біблій: 19 000 друкованих біблій, зокрема Біблія Гутенберга, єдине повне видання англійської Біблії в перекладі Вільяма Тіндейла. Колекція біблій — друга за значенням та величиною в світі після Британської бібліотеки.
- Музична колекція з численними рукописними партитурами та приватними архівами композиторів.
- Колекція мап і графіки з 140 000 мап та 30 000 портретів, 8000 видів вюртемберзьких міст, 35000 старовинних листівок.
- Колекція літератури про танець і балет з 2 700 томів.
- Архів Фрідріха Гельдерліна.
- Архів Штефана Георге.